# Muraltia curvipetala
Muraltia curvipetala är en jungfrulinsväxtart som beskrevs av Margaret Rutherford Bryan Levyns. Muraltia curvipetala ingår i släktet Muraltia och familjen jungfrulinsväxter. Inga underarter finns listade i Catalogue of Life.